# David Oteo
David Alejandro Oteo Rojas (ur. 27 lipca 1973 w mieście Meksyk) – meksykański piłkarz najczęściej grający na pozycji środkowego obrońcy. Obecnie gra w Guerreros.

## Kariera klubowa
Oteo jest wychowankiem UNAM Pumas, w którym zadebiutował 15 sierpnia 1992 w spotkaniu z Tolucą (4:0). Po siedmiu latach gry w drużynie Pumas przeniósł się do Tigres UANL. W 2004 roku został zawodnikiem Toluki, jednak rozegrał w niej tylko jeden sezon – Apertura 2004. Następnie został zawodnikiem Atlante, a później występował w drugoligowych Veracruz i Guerreros.

## Kariera reprezentacyjna
David Oteo z reprezentacją Meksyku brał udział w Letnich Igrzyskach Olimpijskich 1996, Pucharze Konfederacji 2001 i Copa América 2004. W kadrze narodowej grał w latach 1996–2004 – zdobył w tym czasie jednego gola w 12 meczach.

### Gole w reprezentacji
| #  | Data            | Miejsce                | Przeciwnik | Gol | Wynik | Zawody                |
| -- | --------------- | ---------------------- | ---------- | --- | ----- | --------------------- |
| 1. | 27 czerwca 2004 | Aguascalientes, Meksyk | Dominika   | ?   | 8–0   | Eliminacje do MŚ 2006 |